# Moje najlepsze piosenki
Moje najlepsze piosenki – dwupłytowy album zawierający wszystkie największe przeboje z repertuaru Stachursky’ego, wraz z dołączoną pierwszą płytą wokalisty, poprawioną cyfrowo. Całość wydana została w listopadzie 1999 roku nakładem wytwórni płytowej Snake’s Music. 
Album uzyskał status potrójnej platynowej płyty.

## Lista utworów
Opracowano na podstawie materiału źródłowego.
CD1:
1. „Taki jestem” – 4:31
2. „Stay, Baby” – 4:54
3. „Pa pa bra pa pa pa” – 3:43
4. „Przyjaciele” – 4:43
5. „Jak w niebie” – 3:55
6. „Cholerny czas” – 3:50
7. „Chcesz czy nie” – 4:20
8. „Kim dla mnie jesteś” – 4:18
9. „Nikogo nie ma (pomiędzy nami)” – 3:15
10. „Urodziłem się aby grać” – 4:24
11. „Miłość jak ogień” – 3:39
12. „Kowbojskie życie” – 5:11
13. „Tego właśnie chcesz” – 4:10
14. „Gdy zapłaczesz” – 4:26
15. „Zostańmy razem” – 4:27
16. „Ty i ja” – 4:16
17. „Czekałem na taką jak Ty” – 4:07
18. „This World Is Magic” – 4:16

CD2:
1. „Jeżeli możesz (Taki jestem)” – 5:04
2. „Po prostu taki sam” – 6:15
3. „Potrzebny mi twój wzrok” – 5:48
4. „Wstyd” – 5:10
5. „Polska '94” – 3:47
6. „Usta, dłonie, oczy, uda” – 4:40
7. „Cierpienie, ból” – 5:12
8. „Twój znak” – 3:45
9. „Jeżeli możesz (Taki jestem)” (bass version) – 5:04
10. „Jeżeli możesz (Taki jestem)” (duma version) – 4:46